# Moses Mabhida
Moses Mabhida (14 ottobre 1923 – Maputo, marzo 1986) è stato un politico sudafricano.
Moses Mahiba è stato il leader del Partito Comunista Sudafricano dal 1978 fino al 1986 anno della sua morte.